# Gérard Murillo
Gérard Murillo ( París, 9 de febrero de 1932 - Ziburu, 11 de octubre de 2023) fue un jugador, técnico y promotor español de rugby. Jugó en el SA Mauleon, Saint-Jean-de-Luz Olympique, Aviron Bayonnais y Stade Dijonnais, en posiciones de central y lateral, y dos veces en la selección francesa. 
Tras su retirada, fue técnico del Saint-Jean-de-Luz Olympique (1962-1981), seleccionador de la selección española (1986-1992) y presidente y seleccionador del comité Costa Vasca-Landak.  Su labor fue fundamental en el desarrollo del rugby vasco y, entre otras cosas, impulsó la creación de Euskarians. Recibió medallas de oro de las federaciones francesa e irlandesa de rugby, y fue nombrado miembro de honor de la federación española. 

## Vida
Aunque nació en París, creció en Mauléon y allí se convirtió en jugador de rugby, siguiendo los pasos de su padre.  A los diecisiete años comenzó a participar en campeonatos juveniles con SA Mauleon . En 1951 dejó el equipo y se fue a Dijon para jugar en el Stade Dijonnais. Regresó al País Vasco en 1956, y pasó cuatro años en Aviron Bayonnais . Terminó su carrera como jugador en el Olympique de Saint-Jean-de-Luz en 1962. 
Debutó con la selección francesa el 18 de abril de 1954, contra Alemania Federal.  Seis días después, disputó la final de la Eurocopa, en el Stadio Olimpico de Roma, contra Italia ; los franceses dominaron, 12-39, y anotó dos tries. Jugó otro partido con la selección, en Buenos Aires, contra Argentina.
Tan pronto como se retiró del campo, comenzó a entrenar otros equipos. De 1962 a 1981 preparó el Saint-Jean-de-Luz Olympique. Además, estuvo en el equipo técnico de la Federación Francesa de Rugby, y viajó por la todo el mundo, conociendo nuevas experiencias e impartiendo cursos: Samoa, Fiyi, Nueva Caledonia, Australia, Nueva Zelanda, ... 
Tenía una relación especial con Irlanda. De hecho, fue el primer técnico extranjero en impartir cursos para entrenadores locales. En 1974, en el partido organizado por la IRFU para celebrar el centenario de la Unión Irlandesa de Rugby, dirigió a la selección mundial que jugó contra Irlanda. Por ello recibió la medalla de oro de la IRFU. 
En las décadas de 1950 y 1960, junto con su amigo Michel Zelaia, trabajó intensamente para promover el rugby en el País Vasco Sur. El generoso esfuerzo de ambos fue fundamental en los inicios de los clubes Atlético San Sebastián y Hernani CRE.
También fue presidente y seleccionador del comité Costa Vasca-Landak. Era seleccionador el 30 de octubre de 1990, cuando vencieron a la selección de Nueva Zelanda por 18 a 12 en Bayona. En 1985, creó los Euskarians, equipo que reunía a jugadores de rugby del País Vasco Norte y Sur. 
Entre 1986-1992, fue seleccionador de la selección española de rugby. En esos años, España jugó grandes partidos contra Italia, Rumanía, Argentina o los maoríes de Nueva Zelanda, y el mauletarra dejó una profunda huella en quienes lo conocieron. También impulsó la creación de la selección de rugby a siete. En reconocimiento a su labor, el 26 de agosto de 2023 fue nombrado socio de honor de la Federación Española de Rugby. 